# Ko Sichang
Ko Sichang (Thai: เกาะสีชัง) ist eine Insel im Golf von Thailand im östlichen Bereich von Zentralthailand. Ko Sichang liegt im Westen der Provinz Chonburi im Landkreis (Amphoe – Verwaltungs-Distrikt) Amphoe Ko Sichang, der hauptsächlich aus der Insel (Ko) Sichang besteht.

## Beschreibung
Ko Sichang liegt etwa 12 Kilometer vor der Westküste des Amphoe Si Racha. Sie bietet eine eher friedliche Atmosphäre, was auch dadurch gefördert wird, dass die an der Küste entlang führende Straße nur etwa einen Meter breit ist und damit nur für Fahrräder und Motorräder geeignet ist.
Während der Regierungszeit von König Chulalongkorn (Rama V.) wurden zwei buddhistische Tempel (Wat) auf der Insel errichtet, Wat Tham Yai Prik (Thai: วัดถ้ำยายปริก) und Wat Atsadang Nimit (Thai: วัด อัษฎางค์นิมิตร). Letzterer ist mit einer Kapelle nach europäischem Muster eingerichtet. Auf der Insel befindet sich auch ein chinesischer Pavillon mit Drachen- und Pfauendarstellungen sowie die Chakrapong-Höhle, in der man durch eine Art Kamin bis zum Gipfel des Hügels hinaufsteigen kann.
Auf der gegenüberliegenden Seite der Insel liegt der Hinklom-Strand (Thai: หาดหินกลม), der Strand der runden Steine.

## Geschichte
Die Könige Mongkut (Rama IV.), Chulalongkorn (Rama V.) und Vajiravudh (Rama VI.) kamen auf die Insel, um sich hier zu erholen. König Chulalongkorn veranlasste den Bau eines königlichen Sommer-Palastes. Nachdem sein Sohn auf Ko Sichang geboren wurde, nannte er den Palast Phra Chuthathut Palast (พระจุฑาธุชราชฐาน). Im Jahr 1900 wurde der Palast fachgemäß abgebaut und in Bangkok im gerade neu eingerichteten Dusit-Palast wieder aufgebaut, der sich heute hinter dem alten Parlaments-Gebäude (der Anantasamakhom-Thronhalle) befindet. Dort heißt er nun Wimanmek-Palast (das himmlische Palais) und ist das größte Teakholz-Gebäude der Welt. Er beherbergt auf drei Stockwerken 81 Zimmer, Säle und Vorzimmer und ist mit Erinnerungsstücken des Königshauses von Ende des 19. Jahrhunderts möbliert. Das Teakholz ist an zahlreichen Stellen mit Blattgold überzogen. Der Palast wird täglich von zahlreichen Touristen-Gruppen besucht.
Im weitläufigen Parkareal des Palasts auf Ko Sichang finden sich noch mehrere Gebäude, die als Unterkunft für hohe Beamte und Gäste dienten. Außerdem liegt auf einem Hügel, weithin sichtbar, ein kleiner Chedi, dessen Bau 1892 von Chulalongkorn in Auftrag gegeben wurde. Der Chedi diente als Ubosot und wurde vom König gern zur Meditation genutzt: der Phra Chedi des Wat Atsadang Nimit (พระเจดีย์อุโบสถวัดอัษฎางค์นิมิตร).

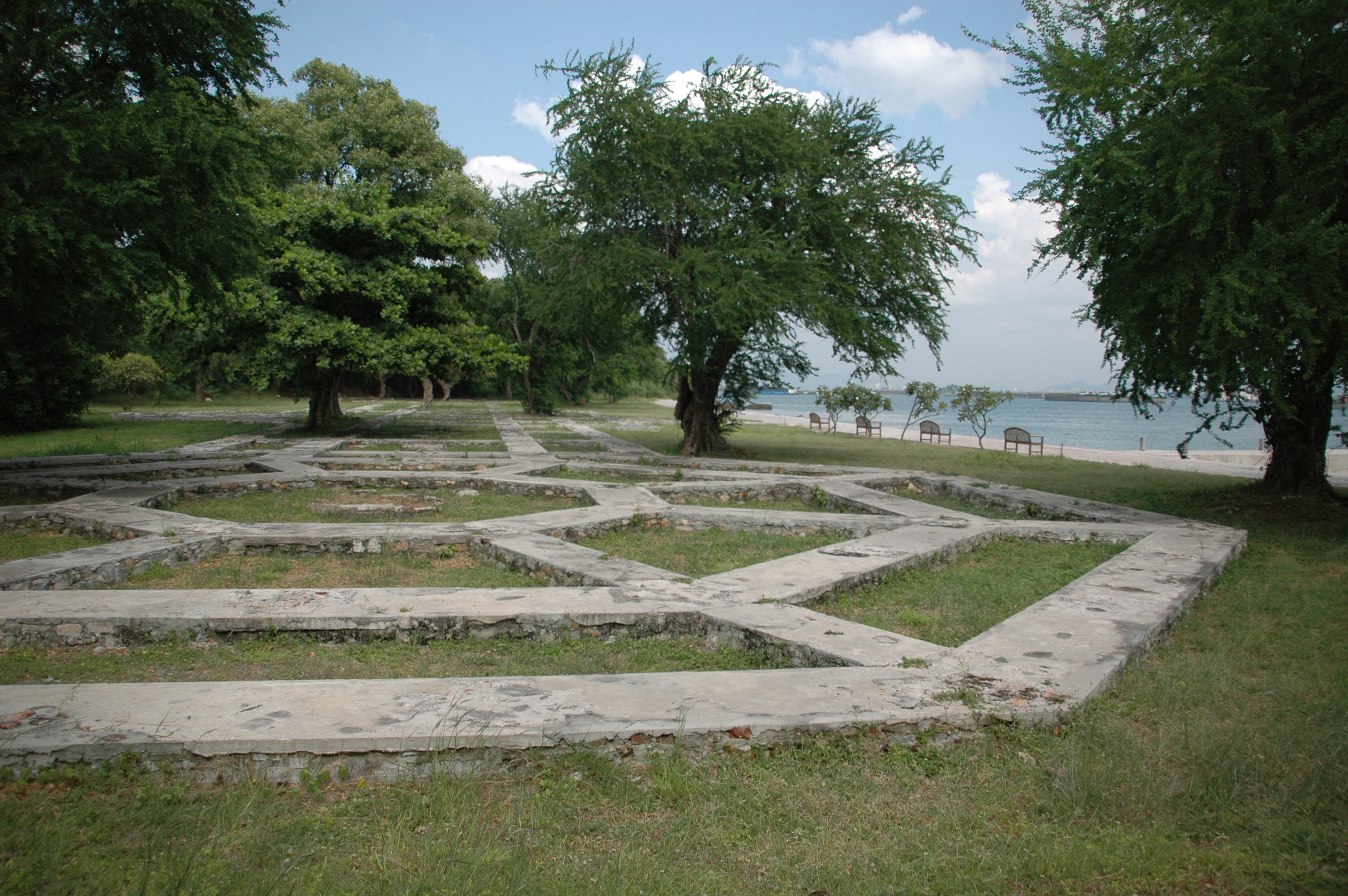
Die erhaltenen Grundmauern des Königspalasts auf Ko Sichang
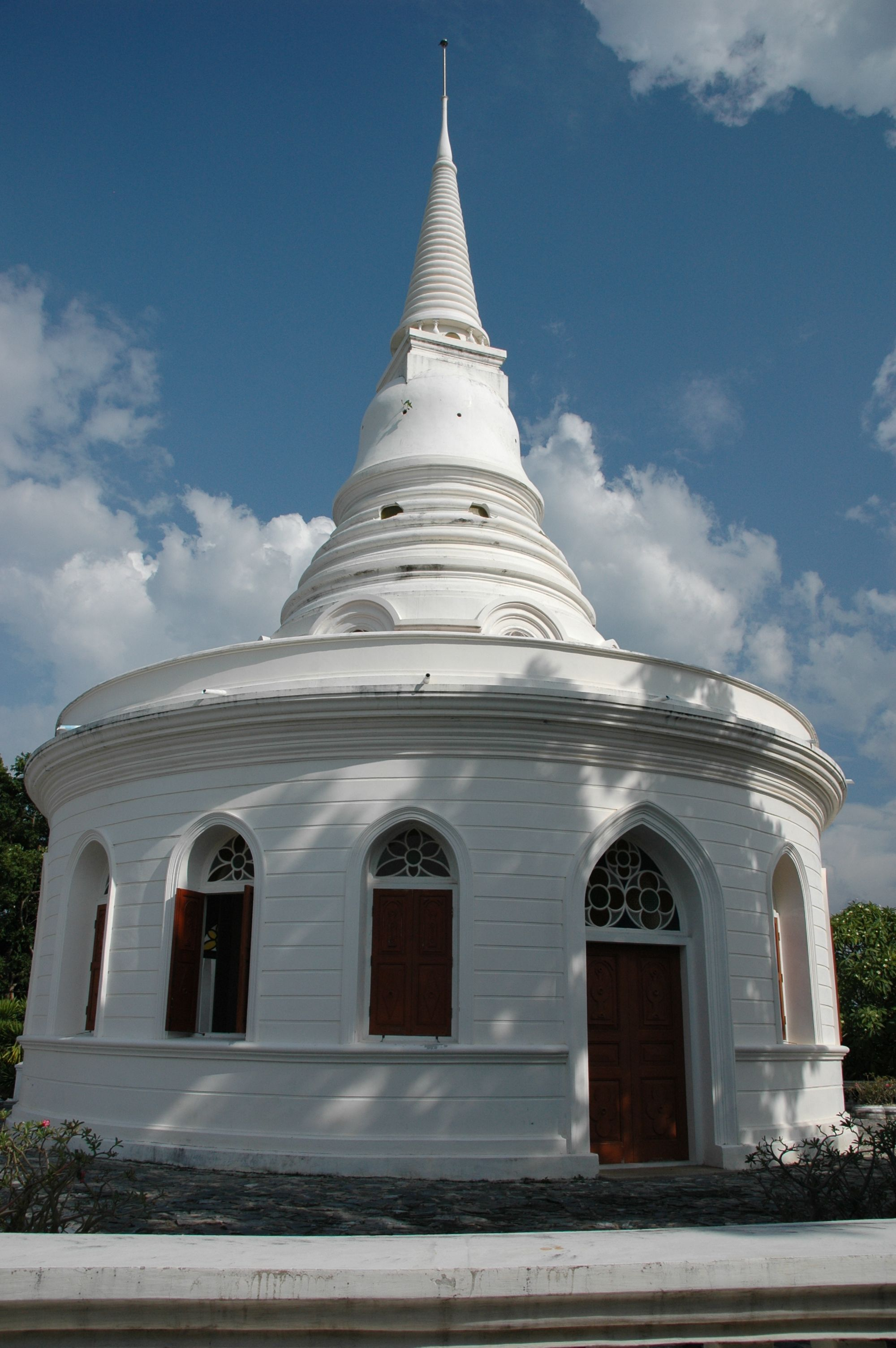
Der Chedi, in dem König Chulalongkorn meditierte